# 钱永言
钱永言（1954年—），安徽明光人，汉族，中华人民共和国政治人物、第十一届全国人民代表大会安徽地区代表。
毕业于安徽广播电视学校农业专业，是中共党员。担任安徽省农村合作经济组织联合会副会长。2008年起担任全国人大代表。